# Флаг Клинцов
Флаг города Клинцы́ — опознавательно-правовой знак, составленный и употребляемый в соответствии с вексиллологическими (флаговедческими) правилами и являющийся (наряду с гербом) официальным символом Клинцовского городского округа Брянской области Российской Федерации.
Флаг города утверждён Решением Клинцовского городского Совета народных депутатов от 31 января 2024 г. № 7-486.
Флаг города Клинцы зарегистрирован в Государственном геральдическом регистре РФ под № 14717.

## Описание
«Прямоугольное полотнище с отношением ширины к длине 2:3, состоящее из двух равновеликих горизонтальных красной и зелёной полос; в центре полотнища изображено жёлтое кольцо с прямыми внешними зубцами, заполненное красным и накрытое также жёлтыми челноком в пояс и, поверх челнока, бобиной с нитью».
Оборотная сторона флага является зеркальным отображением его лицевой стороны.
Символы городского округа Клинцы неприкосновенны: надругательство над ними влечет ответственность в соответствии с действующим законодательством.

## Обоснование символики
Флаг составлен на основе герба городского округа и повторяет его символику.
Герб языком аллегорий символизирует исторические, культурные, хозяйственные и иные особенности городского округа. Город Клинцы прославился в отечественной истории как крупный промышленный и экономический центр региона. С момента основания, в 1707 году, и весь XVIII век в Клинцах широко развивались народные промыслы и ремёсла. В основе экономики города, начиная с XIX века, были текстильная и лёгкая промышленности. Дальнейшее становление и развитие Клинцов в XX веке связано с машиностроением и преумножением всех производственных традиций города. В гербе городского округа всё это обозначено фигурами шестерни (золотого кольца с прямыми внешними зубцами), челнока и бобины с нитью – исторических символов промышленной мощи и экономического развития города, а также трудовых подвигов и свершений жителей, от основания и до наших дней. 
Примененные в гербе цвета в геральдике обозначают: 
– Зелёный цвет (зелень) – символ радости, прогресса, надежды, жизни, здоровья, изобилия, а также символ природы и русского леса. 
– Красный цвет (червлень) – символ труда, мужества, жизнеутверждающей силы и энергии, сплоченности и упорства горожан в достижении цели. 
– Жёлтый цвет (золото) символизирует уважение, справедливость, богатство, стабильность и великодушие.